# おいらせ町立百石小学校
おいらせ町立百石小学校（おいらせちょうりつ ももいししょうがっこう）は、青森県上北郡おいらせ町の旧百石町域にある公立小学校。

## 沿革
- 1877年（明治10年）1月21日 - 百石村に百石小学創立。最初の児童数は26名[1]。
- 1879年（明治12年）3月5日 - 校舎新着。
- 1883年（明治16年）10月 - 一川目分校設置。
- 1887年（明治20年）
  - 1月21日 - 百石簡易小学校と改称。同日、一川目分校が、一川目簡易小学校として、昇格独立。
  - 8月16日 - 百石尋常小学校と改称。
- 1889年（明治22年）10月21日 - 一川目簡易小学校を併合、一川目分校、二川目分校設置。
- 1892年（明治25年）7月2日 - 高等小学校を併置し、百石尋常高等小学校と改称。
- 1901年（明治34年）9月9日 - 一川目分教場及び二川目分教場は、それぞれ昇格独立し、一川目尋常小学校及び二川目尋常小学校となる。
- 1920年（大正9年）9月7日 - 百石村字苗村谷46番地に校舎新築移転。
- 1926年（大正15年）4月 - 創立50周年記念式典挙行[1]。
- 1941年（昭和16年）4月1日 - 国民学校令により、百石国民学校と改称。
- 1947年（昭和22年）4月1日 - 学制改革（六・三制施行）により、百石町立百石小学校と改称。同日、百石中学校を併置し、高等科生を中学校に移籍。
- 1949年（昭和24年）4月18日 - 川口分校設置。
- 1955年（昭和30年） - この年から1956年（昭和31年）にかけて、校舎新築。
- 1967年（昭和42年）4月1日 - 川口分校を併合し、百石小学校第二校舎とする。
- 1969年（昭和44年）3月25日 - 百石町字牛込平20番1号（現在地）に、鉄筋コンクリート3階建防音校舎完成。
- 1977年（昭和52年）10月  - 創立100周年記念式典挙行[1]。
- 1993年（平成5年）3月[2] - 新校舎完成[3]。
- 2006年（平成18年）3月1日 - 町村合併により、おいらせ町立百石小学校と改称。
- 2017年（平成29年）11月 - 創立140周年記念式典挙行[1]。

## 学区
上明堂・下明堂・新助川原・苗平谷地・後田・牛込平・下屋敷・東前川原・上前田・下前田・千刈田・堤田・東下谷地・沼端・風嵐・東後谷地・堀ノ内・新田・東下川原・洋光台・松原・苗振谷地・黒坂谷地の一部・獺野・土取・向坂

## 児童数
2022年（令和4年）5月1日現在
| 学年 | 1年 | 2年 | 3年 | 4年 | 5年 | 6年 | 特別支援    | 合計 |
| ---- | --- | --- | --- | --- | --- | --- | ----------- | ---- |
| 学級 | 2   | 2   | 2   | 2   | 1   | 1   | 3           | 13   |
| 生徒 | 46  | 47  | 45  | 54  | 33  | 35  | （11） 内数 | 260  |

## 進学先中学校
- おいらせ町立百石中学校

## 周辺
- 青森県道283号百石下田線
- ハッピー・ドラッグ青森おいらせ店
- ホームセンターかんぶん おいらせ店

## 著名な卒業生
- 三村申吾（元青森県知事）

## 参考資料
- 『青森県教育史 別巻』（青森県教育委員会・1973年12月20日発行）「学校沿革 小学校」810頁「百石小学校」